# Phalaenopsis natmataungensis
Phalaenopsis natmataungensis ist eine Art aus der Familie der Orchideen (Orchidaceae), benannt nach dem bisher einzigem Fundort dieser Art, dem Nat Ma Taung National Park in Myanmar. 

## Beschreibung

### Vegetative Merkmale
Phalaenopsis natmataungensis wächst als monopodiale, ausdauernde krautige Pflanze. Sie gedeiht überwiegend als Epiphyt. Die fleischigen Laubblätter sind bei einer Länge von 5 bis 7 Zentimetern sowie einer Breite von 2 bis 2,5 Zentimetern elliptisch-verkehrteiförmig. Die Laubblätter fallen zur Blütezeit ab, wachsen in der Wachstumsphase wieder nach. 

### Generative Merkmale
Die Blütezeit reicht von April bis Mai. Die Blütenstände sind etwa 10 Zentimeter lang. Die wächsernen und duftenden Blüten sind zwittrig. Die senfgelben Blütenhüllblätter sind mit violettbraunen Flecken überzogen. Säule und Lippe sind cremegelb. 

## Verbreitung
Die bisher einzigen Exemplare von Phalaenopsis natmataungensis sind im Nat Ma Taung National Park, Chin-Staat, Myanmar, gefunden worden, in Höhenlagen von 1700 bis 2000 Metern. Das Typusexemplar wurde in Opho–Kyet Chan gefunden, andere Exemplare in Kanpetlet. 

## Botanische Geschichte und Taxonomie
Die ersten Exemplare dieser Art wurden 2003 im Rahmen einer Expedition zur Inventarisierung der regionalen Flora von Nobuyuki Tanaka, von Botanikern des Makino Botanical Garden, im Nat Ma Taung National Park gefunden. Die Erstbeschreibung von Phalaenopsis natmataungensis erfolgte im März 2010 durch Tomohisa Yukawa, Nobuyuki Tanaka und Jin Murata in Acta Phytotaxonomica et Geobotanica Band 60, Teil 3, Seite 167  als Doritis natmataungensis T.Yukawa, Nob.Tanaka & J.Murata. Im November 2010 erfolgte die Neukombination durch Stig Dalström und Paul Ormerod in Orchids (West Palm Beach) Band 79 Seite 706 zu Phalaenopsis natmataungensis (T.Yukawa, Nob.Tanaka & J.Murata) Dalström & Ormerod durch Eingliederung von Doritis in die Gattung Phalaenopsis. 